# Val-des-Prés
Val-des-Prés település Franciaországban, Hautes-Alpes megyében. Lakosainak száma 610 fő (2022. január 1.). Val-des-Prés Briançon, Cervières, Montgenèvre, Névache, Saint-Chaffrey és La Salle-les-Alpes községekkel határos.

## Népesség
A település népessége az elmúlt években az alábbi módon változott:
| Lakosok száma | 217  | 390  | 479  | 472  | 615  | 656  | 641  | 615  | 613  | 610  |
|               | 1968 | 1982 | 1990 | 2006 | 2013 | 2015 | 2017 | 2019 | 2020 | 2022 |